# Riviersonderend
Riviersonderend è una cittadina sudafricana situata nella municipalità distrettuale di Overberg nella provincia del Capo Occidentale.

## Geografia fisica
Riviersonderend sorge nei pressi di un'ansa del fiume Sonderend, dal quale prende il nome, a circa 140 chilometri a est di Città del Capo.

## Storia
Il villaggio venne fondato nel 1923 quando Edith S. V. McIntyre vendette la sua fattoria, chiamata Tierhoek, alla locale Chiesa riformata olandese per 6000 sterline.